# Maria de Dominici
Suor Maria de Dominici, malteška slikarka, kiparka in karmeličanska tretjerednica, * 6. december 1645, Vittoriosa, Obdobje vitezov, † 18. marec 1703, Rim, Papeška država. Rodila se je v umetniški družini s sedežem v mestu Birgu (Vittoriosa) očetu zlatarju in cenilcu malteškega reda. Dva njena brata, Raimondo de Dominici in Francesco de Dominici, sta bila prav tako slikarja. Raimondov sin Bernardo je napisal knjigo o sodobni umetnostni zgodovini, v kateri je omenil svojo teto Mario.

## Biografija
V najstniških letih se je de Dominici učila pri slikarju in kiparju Mattii Pretiju, ki je takrat slikal in kiparil notranjost sostolnice sv. Janeza v Valletti. Zgodovinarji so danes mnenja, da mu je pri delu pomagala, posebej pa je zabeležena kot pomočnica pri njegovem najbolj znanem delu, seriji slik, ki prikazujejo življenje in mučeništvo sv. Janeza Krstnika (1661–1666), ki krasi oboke sostolnice.
Bila je odločna in vsestranska oseba kar je jasno vidno v obeh oporokah, ki jih je sestavila. V delu Giovannantonia Ciantarja Malta Illustrata (1772) je prikazana kot oseba, ki je že od malih nog vedela, kaj želi početi v življenju:
»[Maria je kazala] odpor do posvečanja svoje energije ženskim dolžnostim, zato so jo starši pogosto grajali ... Ni počela ničesar drugega kot risala figure in druge stvari po svoji muhi in naravni nadarjenosti. Naposled so ji starši, ko so videli, da je tako nagnjena k slikanju priskrbeli učitelja likovne umetnosti.«
Ker je bila karmeličanka tretjerednica, je lahko živela zunaj samostanskih zidov in stran od družinskih vezi.
Zdi se, da je bila hitra učenka, ki je pod Pretijevim mentorstvom cvetela. Giovannantonio Ciantar ugotavlja, da je »pod njegovim [Pretijevim] vodstvom dobro delala in ker je slikal strop cerkve sv. Janeza, ji je dovolil, da naslika nekaj ženskih figur; pri tem ji je to uspelo skoraj bolje kot mojstru.«
To dodatno potrjuje zapis Giuseppeja Marie de Pira v delu Squarci di Storia (1839): »Prehitela je vse njegove učence, tako zelo, da jo je slavni mojster izbral za sodelovanje pri poslikavi velikega oboka cerkve sv. Janeza, v katerem je ženske figure v veliki meri upodobila ona sama.«
Leta 1682 je de Dominici zapustila Malto, verjetno s spremstvom velikega mojstrovega nečaka in njegove žene Isabelle d'Avalos d'Aquino d'Aragona, ki je skupaj s svojim mojstrom Pretijem umetnico spodbudila, da razširi krila v tujino. Sčasoma je imela svoj atelje v Rimu, kjer je začela prejemati naročila za kiparjenje in slikanje po zaslugi priporočilnih pisem velikega mojstra. V Rimu je živela s spremljevalko v svojem ateljeju blizu San Giovanni dei Fiorentini.

## Dela
Med bivanjem na Malti je Maria de Dominici izdelala številne prenosne kultne figure, ki so jih uporabljali med lokalnimi verskimi praznovanji in uličnimi procesijami. Več del je pripisanih njenemu imenu, čeprav niso vsa lahko dostopna za ogled. Med najbolj dostopnimi deli de Dominici na Malti so: Obisk v župnijski cerkvi Żebbuġ; Beato Franco v karmeličanski cerkvi v Valletti in Oznanjenje v katedralnem muzeju v Valletti.

## Poklon
Njen profil je vključen v dvozvezek Slovarja umetnic, ki ga je uredila Delia Gaze.
Leta 2010 je bil po njej poimenovan krater na Merkurju.
Prav vključitev slovarja Delije Gaze v imensko banko Merkurja je privedla do tega, da je bilo Dominicijino ime uporabljeno za krater s črko 'D' po drugem preletu NASA-MESSENGER-ja. Kot ugotavlja Susanna Hoe v svojem uvodu v knjigo Malta: ženske, zgodovina, knjige in kraji:
»Naj bo razlaga vznemirljiva ali ne, je misel na krater na Merkurju, poimenovan po zanemarjeni malteški umetnici, očarljiva, celo navdihujoča, še posebej, če naletiš na Marijin krater na internetu, čudovit prizor!«